# 尼德兰三级会议
尼德兰三级会议（荷蘭語：Staten-Generaal van de Nederlanden）是1464年至1795年间低地国家（尼德兰）各个地区代表共同商议的组织，最初由勃艮第公爵菲利普三世召集，后来的哈布斯堡王朝统治者沿用，十七省代表会面以应对中央政府提出的财政要求。八十年战争期间，会议分裂，1579年乌得勒支同盟建立后，北部三级会议逐渐成为联省共和国的联邦议会。1795年，巴达维亚革命时被废除。